# Beyssenac
Beyssenac é uma comuna francesa na região administrativa da Nova Aquitânia, no departamento de Corrèze. Estende-se por uma área de 18,3 km². Em 2010 a comuna tinha 367 habitantes (densidade: 20,1 hab./km²).